# Атабеков, Сайпидин
Сайпидин Атабеков — советский хозяйственный, государственный и политический деятель.

## Биография
Родился в 1911 году в кишлаке Кокжанган. Член КПСС.
С 1929 года — на хозяйственной, общественной и политической работе. В 1929—1977 гг. — рабочий шахты в Кокшангане, участник Великой Отечественной войны, инструктор Джалал-Абадского обкома, секретарь Учтерекского райкома КП Киргизии, председатель Ленинского райисполкома, председатель Токтогульского райисполкома, председатель колхоза «Эркин» Сузаского района Киргизской ССР.
Избирался депутатом Верховного Совета Киргизской ССР 7-го, 8-го и 9-го созывов.
Умер в Бекабаде в 1977 году.